# Bitburger
Bitburger Brauerei Th. Simon GmbH es una de las mayores Braureien (cervecería o fábrica de cervezas) alemanas que elabora, entre otros productos, la Bitburger, una de las cervezas de barril más conocidas en el país, con un consumo anual de unos 1,2 millones de hectolitros. 

## Historia
La cervecería fue fundada en 1817 por el maestro cervecero Johann Peter Wallenborn en Bitburg, una localidad del Eifel, al oeste de Alemania. Wallenborn elaboraba originalmente Obergärige Hefe, una antigua variedad de Hefebier (cerveza con sedimento y fermentación en la propia botella). Tras su muerte, en 1839, su esposa, Anna Katharina, se hizo cargo del negocio familiar, quien entregó la dirección al esposo de su hija, Ludwig Bertrand Simon, en 1842. El nombre de este último personaje y el de su hijo Theobald, que heredaría el negocio, figuran hoy día en la denominación oficial de la marca. 
En 1883 la Braurei comenzó a elaborar por primera vez cerveza Pilsner; en 1909 la compañía perforó sus propios pozos privados para obtener el agua necesaria para la elaboración de la cerveza, y en 1951 se introdujeron los primeros eslóganes publicitarios tan característicos de la marca: el original "Bitte, ein Bit" (literalmente, "Por favor, una Bit(burger)") y, posteriormente "Abends Bit, morgens fit" (algo así como "Por la noche una Bit, por la mañana en forma"). En 1967 la producción alcanzaba los 400.000 hectolitros, cifra que llegó al millón en 1973. 
La central de la firma se sitúa en Bitburg, una pequeña localidad cerca de Luxemburgo, donde mantiene una planta de fabricación de alrededor de 232.000 m² que da empleo a cerca de mil personas y que factura unos 389 millones de euros anuales (datos de 2005). El consorcio matriz de la compañía se denomina Bitburger Holding. Existen cerca de 900 distribuidores oficiales en Alemania y otros países. Los principales importadores son el resto de los países de Europa, los Estados Unidos, Japón, China y Australia.

## Productos
El producto más popular de la firma es la Bitburger, que se ofrece en distintas variedades: junto con la tradicional "Bitburger Premium Pils" (desde 1931) encontramos la "Bitburger Light", la "Bitburger alkoholfrei" (sin alcohol), la "Bit Sun", la "Bit Passion" y la "Bitburger Radler". Además la compañía produce cervezas y bebidas de malta y otras bebidas refrescantes, como "Cola Libre" (cerveza con cola y ron) o "Bit Copa" (cerveza, lima y cachaza). 